# Kománfalva (Suceava megye)
Kománfalva, román nyelven Comăneşti, község Romániában, Bukovinában, Szucsáva megyében. Comănești és Humoreni falvakból áll. 

## Fekvése
Botoșanától délkeletre fekvő település.

## Leírása
A település nevét 1601-ben említették először az oklevelekben.
A 2002. évi népszámláláskor 2378, a 2011. évi népszámláláskor 2094 lakosa volt.

## Fordítás
- Ez a szócikk részben vagy egészben  a   Comuna Comănești, Suceava című román Wikipédia-szócikk ezen változatának fordításán alapul.  Az eredeti cikk szerkesztőit annak laptörténete sorolja fel. Ez a jelzés csupán a megfogalmazás eredetét és a szerzői jogokat jelzi, nem szolgál a cikkben szereplő információk forrásmegjelöléseként.